# Andorre aux Jeux olympiques d'été de 2000
L'Andorre participe aux Jeux olympiques d'été de 2000 à Sydney. Sa délégation est composée de 5 sportifs répartis en 3 sports et son porte-drapeau est Antoni Bernado. Au terme des Olympiades, la nation n'est pas à proprement dire classée puisqu'elle ne remporte aucune médaille.

## Nombre d'athlètes qualifiés par sport
Voici la liste des qualifiés et sélectionnés Andorrans par sport (remplaçants compris) :
| Sport      | Hommes | Femmes | Total |
| ---------- | ------ | ------ | ----- |
| Athlétisme | 1      | 1      | 2     |

## Liste des médaillés andorrans
Aucun athlète andorran ne remporte de médaille durant ces JO.

## Athlétisme

### Hommes
| Athlète      | Épreuve  | Séries      | Séries      | Quarts de finale | Quarts de finale | Demi-finales | Demi-finales | Finale          | Finale |
| Athlète      | Épreuve  | Temps       | Rang        | Temps            | Rang             | Temps        | Rang         | Temps           | Rang   |
| ------------ | -------- | ----------- | ----------- | ---------------- | ---------------- | ------------ | ------------ | --------------- | ------ |
| Toni Bernado | Marathon | Non disputé | Non disputé | Non disputé      | Non disputé      | Non disputé  | Non disputé  | 2 h 23 min 03 s | 49e    |

### Femmes
| Athlète       | Épreuve | Séries        | Séries | Quarts de finale | Quarts de finale | Demi-finales | Demi-finales | Finale  | Finale  |
| Athlète       | Épreuve | Temps         | Rang   | Temps            | Rang             | Temps        | Rang         | Temps   | Rang    |
| ------------- | ------- | ------------- | ------ | ---------------- | ---------------- | ------------ | ------------ | ------- | ------- |
| Silvia Felipo | 1 500 m | 4 min 45 s 32 | 13e    | Eliminé          | Eliminé          | Eliminé      | Eliminé      | Eliminé | Eliminé |